# تسلسل أحداث ما بعد الحرب العالمية الأولى

## 1918

### نوفمبر
- 12 نوفمبر -	تأسيس الجمهورية النمساوية.[1]
- 14 نوفمبر -	تأسيس جمهورية تشيكوسلوفاكيا.[2]
- 16 نوفمبر -	تأسيس جمهورية هنغاريا.[3]
- 18 نوفمبر -	لاتفيا تستقل عن روسيا.[4]
- 24 نوفمبر -	تأسيس جمهورية يوغوسلافيا.[5]

### ديسمبر
- 1 ديسمبر -	استقلال آيسلاندا مع بقائها تحت التاج الدنماركي.[6]
- 4 ديسمبر -	الرئيس وودرو ويلسون يسافر إلى مؤتمر السلام في باريس، ليصبح أول رئيس أمريكي يزور أوروبا وهو في منصبه.[7]
- 27 ديسمبر -	انتفاضة بولندا الكبرى : انتفاض بولنديون في بولندا الكبرى ضد الألمان.[8]

## 1919

### يناير
- 2 يناير -	انتفاضة مناهضة للوجود البريطاني في ايرلندا.[9]
- 5 يناير[10]
  - انتفاضة سبارتاكوس في ألمانيا.
  - تأسيس الحزب النازي في ألمانيا تحت اسم حزب العمل الألماني.[11]
- 7 يناير -	اندلاع أعمال شغب في مدينة بيونس آيرس بالأرجنتين.
- 15 يناير -	انتهاء أعمال الشغب في الأرجنتين.[12]
- 18 يناير -	افتتاح مؤتمر باريس للسلام في فرساي، فرنسا.[13][14]
- 21 يناير -	الشين فين يعلن برلمان ايرلندا الحرة.[15]
- 25 يناير -	الاتفاق على تأسيس عصبة الأمم في مؤتمر باريس.[16]

### فبراير
- 14 فبراير - اندلاع الحرب البولندية السوفيتية.[17]
- 23 فبراير -	تأسيس الحزب الفاشي في إيطاليا على يد بينيتو موسوليني.[18]

### مارس
- 1 مارس	قيام حركة الأول من مارس في كوريا لمواجهة الاستعمار الياباني.[19]

### أبريل
- 11 أبريل -	تأسيس منظمة العمل الدولية.[20]
- 19 أبريل -	بدية حرب الاستقلال التركية.[21]

### مايو
- 3 مايو / 4 مايو - بداية الحرب الإنكليزية الأفغانية الثالثة.[22][23]
- 28 مايو - استقلال أرمينيا.[24]

### يونيو
- 16 يونيو - القوى المنتصرة في الحرب العالمية الأولى تعطي إنذارا لألمانيا للموافقة على معاهدة فرساي قبل 24 يونيو 1919.[25]
- 24 يونيو - مجلس النواب الألماني يوافق على معاهدة فرساي.[26]
- 28 يونيو - توقيع معاهدة فرساي وميثاق عصبة الأمم.[27]

### يوليو
- 31 يوليو - الرايخستاغ الألماني يمرر الدستور الجديد.[28][29]

### أغسطس
- 6 أغسطس - القوات الرومانية تدخل العاصمة المجرية بودابست خلال الحرب المجرية الرومانية، وتنهي الجمهورية المجرية السوفييتية.[30]
- 8 أغسطس - توقيع معاهدة راولبندي بين بريطانيا وأفغانستان تنهي الحرب الإنكليزية الأفغانية الثالثة، وتعترف فيها بريطانيا باستقلال أفغانستان.[31][32]
- 11 أغسطس - بداية جمهورية فايمار في ألمانيا.[33]
- 13 أغسطس - القوات البريطانية ترتكب مجزرة جليانوالا باغ في أمريتسار في الهند وتقتل أكثر من 350 شخصاً.[34][35]
- 19 أغسطس - أفغانستان تعلن استقلالها رسمياً عن بريطانيا.[36]

### سبتمبر
- 10 سبتمبر - معاهدة سان جرمان تفصل النمسا عن ألمانيا.[37]

### أكتوبر
- 7 أكتوبر - تأسيس الخطوط الجوية الملكية الهولندية (أقدم شركات الطيران التي لا تزال تعمل).[38]

### نوفمبر
- 14 نوفمبر الجيش الأحمر يستعيد أومسك خلال الحرب الأهلية الروسية.[39]
- 27 نوفمبر توقيع معاهدة نويي بين بلغاريا وبلدان الوفاق الثلاثي.[40]